# لويس فرانسوا كاساس

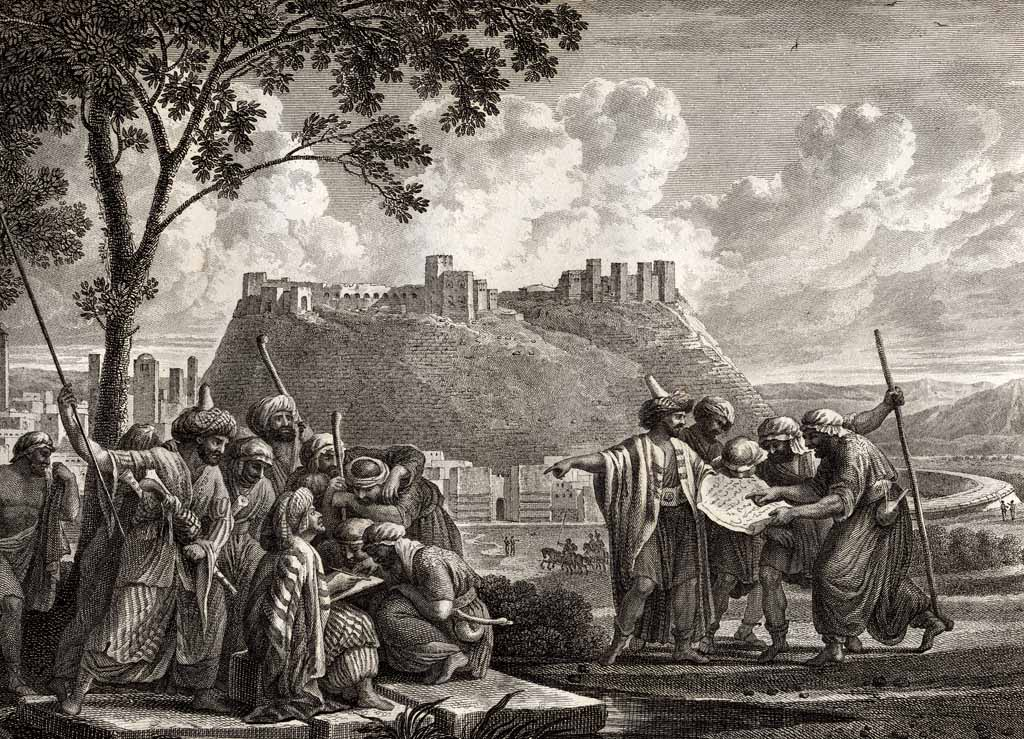
مدينة حمص، من أعمال كاساس

لويس-فرانسوا كاساس (بالفرنسية: Louis-François Cassas)‏ ـ (3 يونيو 1756 ـ 1 نوفمبر 1827) هو رسام مناظر طبيعية ونحات ومعماري وأثري وجامع تحف فرنسي. تجول في الشرق ورسم العديد من الآثار والمناظر في كل من سوريا وفلسطين ولبنان ومصر.

## حياته

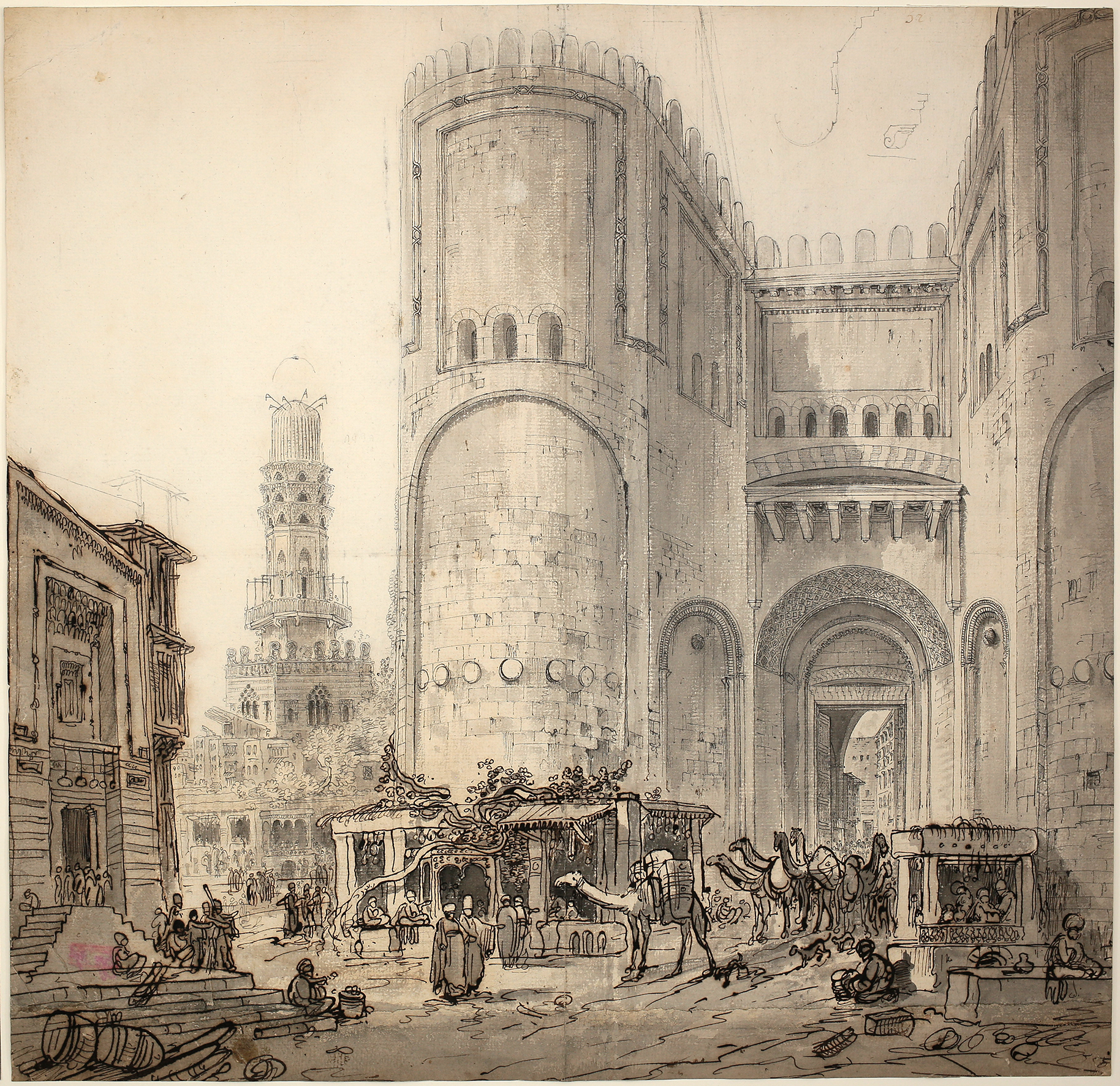
القاهرة كما رآها كاساس

تلقى كاساس تعليمه الفني الأول في تور وباريس، ثم انتقل إلى إيطاليا سنة 1778 فقضى صدر شبابه في دراسة الآثار الرومانية القديمة في روما والبندقية ونابولي وصقلية، ثم مضى من إستريا إلى جنوب دالماسيا سنة 1782 بصحبة لجنة شكلتها «جمعية من محبي الفنون الجميلة» لرسم مجموعة من اللوحات التوضيحية لآثار الساحل الشرقي للبحر الأدرياتيكي نشرها لاحقًا في كتابه «رحلة تصوريرية وتاريخية في إستريا ودالماسيا» (بالفرنسية: Voyage pittoresque et historique de l'Istrie et de la Damatie)‏، الذي صدر في جزءين بباريس سنة 1802. واللوحات الأصلية ـ المرسومة بالألوان المائية ـ محفوظة حاليًا في متحف فكتوريا وألبرت بلندن.
عاش كاساس وعمل بين عامي 1784 و1786 في السفارة الفرنسية. وفي سنة 1784، سافر إلى الدولة العثمانية بصحبة الكونت شوازيل-غوفييه، سفير المملكة الفرنسية لدى الآستانة. فكلفه السفير بتنفيذ الرسم التوضيحية للجزء الثاني من كتابه عن رحلته إلى اليونان (نُشر سنة 1809). وفي الفترة من أكتوبر إلى ديسمبر 1785، زار كاساس مصر، حيث رسم آثار الإسكندرية وأهرام الجيزة ومساجد القاهرة. ثم زار تدمر ورسم آثارها، ثم زار فلسطين ورسم بعض آثارها ورسم أطلال وآثار مدينة بعلبك اللبنانية وقبرص وآسيا الصغرى.
ولدى اندلاع الثورة الفرنسية، عاد كاساس إلى فرنسا سنة 1792 مرورًا بروما. وفي سنة 1799، بدأ نشر أعماله في كتاب «رحلة تصويرية في سوريا وفينيقيا وفلسطين ومصر السفلى» (بالفرنسية: Voyage Pittoresque de la Syrie, de la Phenicie, de la Palestine, et de la Basse Egypte)‏، وقد أودعت أصول لوحاته الزيتية التي أنجزها في هذه الرحلات بالمكتبة الملكية.
عُين كاساس لاحقًا أستاذًا للرسم، ثم مفتش عام بمصنع غوبلان للمفروشات، لترقية الجودة الفنية لمنتجات هذا المصنع.

## تكريمه
- وسام جوقة الشرف (21 مايو 1821).[1][5]
- أصدرت حكومة يوغسلافيا سنة 1973 طابعًا بريديًا تكريمًا لكاساس، الذي أنجز سنة 1782 عدة لوحات لمدينة سبليت (في كرواتيا الحالية) الواقعة على البحر الأدرياتيكي.[2]

## وفاته
توفي كاساس بالسكتة في مدينة فرساي في 1 نوفمبر 1827. وقد طوى الإهمال ذكرى كاساس بعد وفاته بدرجة كبيرة.